# مائورسیو پیکسوتو
مائورسیو پیکسوتو (انگلیسی: Maurício Peixoto; ۱۵ آوریل ۱۹۲۱ – ۲۸ آوریل ۲۰۱۹) ریاضی‌دان، و مهندس اهل برزیل بود. او پیشگامان مطالعات در مورد ثبات ساختاری بود

## زندگی‌نامه
در سال ۱۹۵۷، پیکسوتو برای تحقیق درمورد موضوع با لفشچ در دانشگاه پرینستون رفت، جایی که ساعات بیشماری را در گفتگو با استاد روسی دربارهٔ ریاضیات و موضوعات دیگر گذراند.